# Idiocerus stigmaticalis
Idiocerus stigmaticalis är en insektsart som beskrevs av Lewis 1834. Idiocerus stigmaticalis ingår i släktet Idiocerus och familjen dvärgstritar. Arten är reproducerande i Sverige. Inga underarter finns listade i Catalogue of Life.